# Handbol Arrahona
El Handbol Arrahona és un club de handbol català de la ciutat de Sabadell (Vallès Occidental), fundat el 1950.
L'entitat va ser fundada per Francesc Casas amb el nom de Club de Futbol Arrahona i va arribar a tenir seccions de futbol, hoquei patins i ciclisme. El 1953 va crear-se la secció handbol i durant la dècada dels seixanta va competir diverses temporades a la Primera Divisió. Més endavant, però, l'equip va baixar de categoria i va jugar en categories inferiors. Per altra banda, l'equip femení aconseguí l'ascens a la Divisió d'honor estatal el 2002 i actualment competeix a la Primera Divisió. El club disputa els seus partits al Pavelló de Sol i Padrís de Sabadell.
Entre d'altres èxits, destaquen els dos subcampionats de Catalunya d'handbol a onze, 1956 i 1958, i el campionat de la Copa espanyola d'handbol el 1959. Per altra banda, la secció d'hoquei patins va guanyar el campionat d'Espanya d'hoquei patins el 1959. A més, el club fou guardonat com la millor entitat de Sabadell de l'any 1956.

## Palmarès
Handbol
- 1 Copa espanyola d'handbol masculina: 1959

Hoquei sobre patins
- 1 Copa espanyola d'hoquei sobre patins masculina: 1959